# Britain's Next Top Model (mùa 1)
Britain's Next Top Model, Mùa thi 1 là chương trình đầu tiên của Britain's Next Top Model được phát sóng trên kênh LIVING.
Sau mỗi số phát sóng của chương trình là một đoạn chương trình ngắn mang tên The Evictees Story về thí sinh bị loại của tuần đó. Và một chương trình tổng hợp khác dài hơn mang tên Britain's Next Top Model: Confessionals, trong chương trình này các thí sinh bộc lộ những suy nghĩ của mình về các thí sinh còn lại.
Mùa thi đầu tiên do siêu mẫu Lisa Butcher dẫn chương trình và là giám khảo cùng với cựu người mẫu Marie Helvin và quản lí người mẫu Jonathan Phang.
Địa điểm quốc tế cho mùa này là Paris dành cho top 6 và Milan dành cho top 5.
Người chiến thắng có cơ hội sở hữu:
- Một hợp đồng với công ty quản lý người mẫu Models 1
- Một hợp đồng người mẫu với Beatrice Models ở Milan
- Lên ảnh bìa tạp chí B
- Một hợp đồng quảng cáo với Ruby & Millie

Kết quả, Lucy Ratcliffe, cô gái 20 tuổi đến từ Newcastle upon Tyne đã chiến thắng.

## Các thí sinh
(Tính tuổi lúc tham gia ghi hình)
| Thí sinh        | Tuổi | Chiều cao              | Quê quán            | Bị loại ở | Hạng        |
| --------------- | ---- | ---------------------- | ------------------- | --------- | ----------- |
| Marina Fallahi  | 19   | 1,70 m (5 ft 7 in)     | Cheshire            | Tập 1     | 12          |
| Claire Hillier  | 20   | 1,78 m (5 ft 10 in)    | Bridgend, Wales     | Tập 2     | 11          |
| Shauna Breen    | 23   | 1,78 m (5 ft 10 in)    | Derry, Ireland      | Tập 3     | 10          |
| Anne Kent       | 21   | 1,78 m (5 ft 10 in)    | Sheffield           | Tập 4     | 9 (bỏ cuộc) |
| Hayley Wilkins  | 19   | 1,75 m (5 ft 9 in)     | West Sussex         | Tập 5     | 8           |
| Marisa Heath    | 24   | 1,75 m (5 ft 9 in)     | Surrey              | Tập 6     | 7           |
| Stephanie Jones | 22   | 1,70 m (5 ft 7 in)     | Birmingham          | Tập 7     | 6           |
| Naomi Teal      | 22   | 1,70 m (5 ft 7 in)     | Leeds               | Tập 9     | 5           |
| Tashi Brown     | 24   | 1,80 m (5 ft 11 in)    | Leeds               | Tập 9     | 4           |
| Jenilee Harris  | 20   | 1,71 m (5 ft 7+1⁄2 in) | Sittingbourne       | Tập 10    | 3           |
| Edwina Joseph   | 18   | 1,76 m (5 ft 9+1⁄2 in) | Bristol             | Tập 10    | 2           |
| Lucy Ratcliffe  | 20   | 1,80 m (5 ft 11 in)    | Newcastle upon Tyne | Tập 10    | 1           |

### Hội đồng giám khảo
- Lisa Butcher
- Jonathan Phang
- Marie Helvin

## Các tập

### Tập 1
Khởi chiếu: 14 tháng 9 năm 2005
Từ 10000 thí sinh đăng kí dự thi, 12 cô gái đã được đón bởi một chiếc xe buýt 2 tầng tại các địa điểm khác nhau ở Luân Đôn để bắt đầu cuộc thi. Sau đó, họ được gặp Lisa & Hilary Alexander tại một quán bar và các cô gái sau đó phải tự trang điểm và làm tóc cho buổi trình diễn thời trang đầu tiên trước mặt khán giả. Các cô gái sau đó được di chuyển tới căn hộ của họ và đã có một bữa tối trong nhà hàng với Lisa.
Ngày hôm sau, các thí sinh đã được bikini wax trước khi tham gia vào buổi học catwalk với siêu mẫu Angela Dunn, Edwina là người thể hiện tốt nhất trong buổi học nên cô đã chọn Marina & Naomi cho phần thưởng là 1 buổi spa thư giãn trên con mắt Luân Đôn. Ngày tiếp theo, họ đã có buổi chụp hình đầu tiên trong 2 kiểu áo tắm trắng và đen. Vào buổi đánh giá ngày hôm sau với sự xuất hiện của giám khảo khách mời là Angela Dunn, Marisa được gọi tên đầu tiên còn Marina là thí sinh đầu tiên bị loại.
- Nhiếp ảnh gia: Ram Shergill
- Khách mời đặc biệt: Hilary Alexander, Angela Dunn

### Tập 2
Khởi chiếu: 21 tháng 9 năm 2005
11 cô gái còn lại được đứa tới một tiệm salon để nhận diện mạo mới của mình. Quay về căn hộ, họ đã có một bữa tiệc sinh nhật cho Shauna. Ngày hôm sau, họ được đưa tới đảo Wight để gặp Hilary Alexander cho buổi chụp hình tiếp theo của họ trong phong cách mùa hè.
Ngày tiếp theo, họ đã có thử thách trang điểm trong 5 phút, Jenilee chiến thắng thử thách và cô chọn Hayley & Lucy cho phần thưởng là một bữa ăn tối với 3 người mẫu nam trong khi những người còn lại phải phục vụ bữa ăn. Vào buổi đánh giá ngày hôm sau với sự xuất hiện của giám khảo khách mời là Hilary Alexander, các cô gái đã có thử thách trang điểm và tạo kiểu tóc cho buổi tối trong 10 phút. Kết quả là Tashi được gọi tên đầu tiên còn Claire là thí sinh tiếp theo bị loại.
- Nhiếp ảnh gia: Nicky Johnson
- Khách mời đặc biệt: Lee Stafford, Hilary Alexander, Ruby Hammer

### Tập 3
Khởi chiếu: 28 tháng 9 năm 2005
10 cô gái còn lại được đưa tới The Factory Fitness and Dance Centre, nhưng khi đến nơi thì tài xế vô tình làm kẹp tay Hayley khiến cô phải nhập viện. Sau đó, họ đã có một buổi học chuyển động cơ thể và nhảy vũ đạo dưới sự hướng dẫn của Andy Turner. Ngày hôm sau, họ được đưa tới The Freedom Bar cho thử thách casting cho video âm nhạc của đạo diễn Simon Blake, Tashi chiến thắng thử thách và cô chọn Anne để nhận thưởng là một buổi mua trang sức với Lisa và một buổi đi xem nhạc kịch Bollywood.
Ngày hôm sau, họ đã có buổi chụp hình chân dung trước gió cho kính áp tròng Johnson & Johnson, khi họ sẽ được chụp theo phong cách tương lai. Vào buổi đánh giá ngày tiếp theo với sự xuất hiện của giám khảo khách mời là Andy Turner, Jenilee được gọi tên đầu tiên còn Shauna là thí sinh tiếp theo bị loại.
- Nhiếp ảnh gia: Peter Brown
- Khách mời đặc biệt: Andy Turner, Simon Blake, Hilary Alexander

### Tập 4
Khởi chiếu: 4 tháng 10 năm 2005
9 cô gái còn lại đã có một buổi học diễn xuất với 2 diễn viên là Sally Knyvette và Paul Danan để áp dụng cho thử thách casting với đạo diễn Paul de Freitas cho kem cây vào ngày mai, Naomi & Tashi chiến thắng thử thách và được nhận thưởng là một bữa ăn tối với 2 diễn viên Paul Danan & Scott Wirght. Quay lại căn hộ, Anne đã gây sốc cho các cô gái và Lisa bằng cách thu dọn hành lí để dừng cuộc thi vì cô ấy không muốn có sự nghiệp người mẫu.
Ngày hôm sau, các cô gái không có buổi chụp hình tiếp theo mà có một buổi quay quảng cáo giả, các cô gái sẽ phải tắm trong khỏa thân ở giữa khu rừng và nói khẩu hiệu ra. Các cô gái sau đó đã có một bữa tiệc tại căn hộ với các bồi bàn nam khỏa thân. Vào buổi đánh giá ngày tiếp theo với sự xuất hiện của giám khảo khách mời là Paul de Freitas, họ đã có thử thách quảng cáo cho súp. Kết quả là Edwina được gọi tên đầu tiên còn Lucy & Stephanie rơi vào cuối bảng, nhưng vì Anne dừng cuộc thi nên Lisa quyết định sẽ không loại ai hết.
- Khách mời đặc biệt: Sally Knyvette, Paul Danan, Paul de Freitas, Scott Wirght

### Tập 5
Khởi chiếu: 11 tháng 10 năm 2005
8 cô gái còn lại được đưa tới cửa hàng thời trang của Maria Grachvogel để thử đồ cho thử thách trình diễn thời trang tại Style Academy và họ sẽ phải tự làm tóc và trang điểm trong 15 phút, Edwina chiến thắng thử thách và cô chọn Naomi để nhận thưởng là một thư giãn ở spa cùng với một bữa ăn tối trong nhà hàng, trong khi những người còn lại sẽ phải hóa thành manơcanh trước cửa kính cho cửa hàng Elizabeth Hurley Beach nhưng họ sau đó sẽ được đi ăn tối cùng với tổng giám đốc của trung tâm mua sắm Harrods, Mohammed Al-Fayed.
Ngày hôm sau, họ đã có buổi chụp hình tiếp theo hóa thân thành nàng công chúa cổ tích và họ sẽ phải tạo dáng chung với ếch. Sau đó, họ đã có một buổi tập boxing dưới sự hướng dẫn của Gideon Remfry. Vào buổi đánh giá ngày tiếp theo với sự xuất hiện của giám khảo khách mời là Maria Grachvogel, Stephanie được gọi tên đầu tiên còn Hayley là thí sinh tiếp theo bị loại trong buổi loại trừ cảm xúc nhất với Lisa và các cô gái.
- Nhiếp ảnh gia: Jim Marks
- Khách mời đặc biệt: Maria Grachvogel, Marigay McKee, Mohammed Al-Fayed, Hilary Alexander, Gideon Remfry

### Tập 6
Khởi chiếu: 18 tháng 10 năm 2005
7 cô gái còn lại đã có một buổi tập yoga dưới sự hướng dẫn của Howard Napper. Sau đó, họ đã có thử thách tiếp theo là từng người một sẽ có một buổi phỏng vấn với Lucie Cave từ tạp chí Heat trên xe limousine, Tashi chiến thắng thử thách và cô chọn Marisa & Stephanie để nhận thưởng là một bữa ăn tối với 3 siêu mẫu là Angela Dunn, Orla O'Rourke & Tamara Beckwith, trong khi các cô gái còn lại buộc phải dọn dẹp toàn bộ căn hộ.
Ngày hôm sau, họ đã gặp Jonathan tại cửa hàng thời trang DKNY cho buổi chụp hình tiếp theo với trang phục của DKNY trong cửa hàng. Vào buổi đánh giá ngày tiếp theo với sự xuất hiện của giám khảo khách mời là Ram Shergill, Tashi được gọi tên đầu tiên còn Marisa là thí sinh tiếp theo bị loại.
- Nhiếp ảnh gia: Ram Shergill
- Khách mời đặc biệt: Howard Napper, Lucie Cave, Angela Dunn, Orla O'Rourke, Tamara Beckwith

### Tập 7
Khởi chiếu: 25 tháng 10 năm 2005
6 cô gái còn lại phải thức dậy rất sớm tới nhà ga St. Pancras International và đã rất háo hức khi Angela Dunn gặp họ thông báo rằng họ sẽ được tới Paris. Tại đó, họ đã có một buổi casting cho Dupré Santabarbara trước khi quay về Luân Đôn. Ngày hôm sau, các cô gái đã gặp Hilary Alexander tại West Yard cho thử thách tiếp theo của họ, mỗi người được nhận ₤30 và 20 phút để mua một bộ trang phục cho mình, Naomi & Stephanie chiến thắng thử thách và được nhận thưởng là một bữa ăn tối với bạn trai của họ.
Ngày tiếp theo, họ đã có một buổi phỏng vấn với Karen Diamond tại quản lí Models 1 và các cô gái nhận được bất ngờ là họ sẽ được tới Milan, nhưng sẽ chỉ có 5 cô gái được đi. Ngày hôm sau, họ đã có buổi chụp hình tiếp theo trong phong cách Haute couture. Vào buổi đánh giá ngày kế tiếp với sự xuất hiện của giám khảo khách mời là Karen Diamond, các cô gái đã có thử thách tự thiết một chiếc áo trong 10 phút. Kết quả là Lucy được gọi tên đầu tiên đầu tiên còn Stephanie là thí sinh tiếp theo bị loại.
- Nhiếp ảnh gia: John Swannell
- Khách mời đặc biệt: Angela Dunn, Michel Dupre, Christelle Santa-Barbara, Hilary Alexander, Karen Diamond

### Tập 8
Khởi chiếu: 2 tháng 11 năm 2005
Đây là tập ghi lại khoảnh khắc từ đầu cuộc thi.

### Tập 9
Khởi chiếu: 9 tháng 11 năm 2005
5 cô gái còn lại được đến Milan và gặp Lisa tại Milano Centrale sau khi tới nơi, trước khi di chuyển vào khách sạn của họ. Ngày hôm sau, họ đã có một buổi casting với Paola Barratto tại Beatrice Models. Sau đó, họ đã gặp Lisa & Nikos Lagousakos tại cửa hàng Stefano Guerriero để thử đồ cho buổi chụp hình ngày mai. Quay về khách sạn, họ đã sốc khi biết sẽ có buổi loại trừ ngay lập tức dựa trên phần thể hiện của họ tại Beatrice Models. Vào buổi đánh giá với sự xuất hiện của giám khảo khách mời là Paola Barratto, Lucy được gọi tên đầu tiên còn Naomi là thí sinh tiếp theo bị loại.
Ngày tiếp theo, 4 cô gái còn lại được tách thành 2 đội để tự tìm đường tới buổi chụp hình tiếp theo của họ tại Basilica San Lorenzo Maggiore. Jenilee & Tashi đến đầu tiên nên được nhận thưởng là một bữa ăn tối tại nhà hàng pizza trong khi Edwina & Lucy sẽ phải làm pizza cho họ sau buổi chụp hình. Họ đã gặp nhiếp ảnh gia Luca Manieri và nhà thiết kế Stefano Guerriero cho buổi chụp hình tiếp theo trong váy của Stefano Guerriero trên đường phố Milan. Vào buổi đánh giá ngày hôm sau với sự xuất hiện của giám khảo khách mời là Stefano Guerriero, các cô gái đã phải thuyết phục ban giám khảo tại sao họ nên ở lại. Kết quả là  Jenilee được gọi tên đầu tiên còn Tashi là thí sinh tiếp theo bị loại.
- Nhiếp ảnh gia: Luca Manieri
- Khách mời đặc biệt: Paola Barratto, Nikos Lagousakos, Stefano Guerriero

### Tập 10
Khởi chiếu: 16 tháng 11 năm 2005
3 cô gái còn lại đã có một buổi tối thư giãn với Lisa trước khi tham gia vào buổi chụp hình cuối cùng khi họ phải khỏa thân với người mẫu nam vào ngày hôm sau. Các cô gái sau đó đã có một bữa tối với các người mẫu nam từ buổi chụp hình. Vào buổi đánh giá ngày tiếp theo, Edwina được gọi tên đầu tiên, tiếp theo là Lucy còn Jenilee là thí sinh cuối cùng bị loại.
Ngày tiếp theo, Edwina & Lucy đã có một buổi tham quan thành phố và được Lisa dẫn vào cửa hàng Giorgio Armani để thông báo rằng họ sẽ tham gia vào buổi trình diễn thời trang cuối cùng cho bộ sưu tập Xuân-Hè 2005 tại khách sạn Sheraton Diana Majestic vào ngày hôm sau. Vào buổi đánh giá cuối cùng ngày kế tiếp, Lucy trở thành quán quân đầu tiên của Britain's Next Top Model.
- Nhiếp ảnh gia: Luca Manieri

### Tập 11
Khởi chiếu: 23 tháng 11 năm 2005
Chương trình tóm tắt lại toàn bộ cuộc thi và hành trình của Lucy từ một cô gái ở Newcastle upon Tyne trở thành Britain's Next Top Model.

## Tổng kết

### Thứ tự gọi tên
| 1  | Marisa    | Tashi     | Jenilee   | Edwina         | Stephanie | Tashi     | Lucy      | Lucy    | Jenilee | Edwina  | Lucy   |  |  |
| 2  | Jenilee   | Shauna    | Anne      | Tashi          | Lucy      | Naomi     | Edwina    | Jenilee | Lucy    | Lucy    | Edwina |  |  |
| 3  | Naomi     | Lucy      | Marisa    | Hayley         | Edwina    | Lucy      | Jenilee   | Edwina  | Edwina  | Jenilee |        |  |  |
| 4  | Anne      | Hayley    | Hayley    | Jenilee        | Jenilee   | Edwina    | Naomi     | Tashi   | Tashi   |         |        |  |  |
| 5  | Tashi     | Marisa    | Tashi     | Marisa         | Tashi     | Stephanie | Tashi     | Naomi   |         |         |        |  |  |
| 6  | Hayley    | Stephanie | Lucy      | Naomi          | Marisa    | Jenilee   | Stephanie |         |         |         |        |  |  |
| 7  | Lucy      | Naomi     | Stephanie | Lucy Stephanie | Naomi     | Marisa    |           |         |         |         |        |  |  |
| 8  | Stephanie | Jenilee   | Naomi     | Lucy Stephanie | Hayley    |           |           |         |         |         |        |  |  |
| 9  | Edwina    | Edwina    | Edwina    | Anne           |           |           |           |         |         |         |        |  |  |
| 10 | Claire    | Anne      | Shauna    |                |           |           |           |         |         |         |        |  |  |
| 11 | Shauna    | Claire    |           |                |           |           |           |         |         |         |        |  |  |
| 12 | Marina    |           |           |                |           |           |           |         |         |         |        |  |  |

     Thí sinh bị loại
     Thí sinh bỏ cuộc
     Thí sinh không bị loại khi rơi vào cuối bảng
     Thí sinh chiến thắng chung cuộc
- Ở tập 2 và 3, không có thí sinh nào bị loại do Anne đã quyết định dừng cuộc chơi trước đó.
- Tập 8 là tập ghi lại khoảnh khắc từ đầu cuộc thi.
- Ở tập 9, có hai lượt loại thí sinh hoàn toàn tách biệt nhau.

### Buổi chụp hình
- Tập 1: Áo tắm trắng và đen
- Tập 2: Thời trang mùa hè trên đảo Wight
- Tập 3: Ảnh chân dung vẻ đẹp trước gió
- Tập 4: Quảng cáo giả trong khu rừng
- Tập 5: Công chúa với ếch
- Tập 6: Thời trang DKNY
- Tập 7: Haute couture
- Tập 9: Bộ sưu tập của Stefano Guerriero trên đường phố Milan
- Tập 10: Ảnh trắng đen khỏa thân với người mẫu nam

### Thay đổi vẻ ngoài
- Anne: Cạo tóc cực ngắn
- Claire: Cắt ngắn tới cằm
- Edwina: Tóc afro
- Hayley: Loại bỏ phần tóc nối và cắt tóc bob với tầng
- Jenilee: Tóc bob với các tầng dài ở phía trước và thêm mái ngố
- Lucy: Thêm mái ngố
- Marisa: Cắt tầng với mái xéo cạnh
- Naomi: Nhuộm nâu
- Shauna: Cắt tầng lớp và để mái
- Stephanie: Tóc bob màu màu đỏ tối
- Tashi: Nối tóc giả mới dài hơn